# Erik Sabo
Erik Sabo (ur. 22 listopada 1991 w Šúrovcach) – piłkarz słowacki grający na pozycji prawego pomocnika. Od 2024 jest zawodnikiem AEZ Zakaki.

## Kariera klubowa
Swoją karierę piłkarską Sabo rozpoczął w klubie FC Horses Šúrovce. W 2010 roku został zawodnikiem Spartaka Trnawa. 24 lutego 2011 zadebiutował w słowackiej lidze w przegranym 1:3 domowym meczu ze Slovanem Bratysława.
Latem 2011 Sabo został wypożyczony do Spartaka Myjava. W sezonie 2011/2012 wywalczył z nim awans z drugiej do pierwszej ligi.
W lipcu 2012 roku Sabo wrócił do Spartaka Trnawa. W sierpniu 2015 podpisał czteroletni kontrakt z PAOKiem Saloniki, a w sierpniu 2016 odszedł do Beitaru Jerozolima. W sezonie 2018/2019 występował w Hapoelu Beer Szewa. W 2019 roku wyjechał do Turcji i grał tam najpierw w Fatih Karagümrük (2019-2021), a następnie w Çaykur Rizesporze. W latach 2022–2023 był zawodnikiem cypryjskiego Anorthosisu Famagusta. Na początku 2024 przeszedł do AEZ Zakaki.
| Sezon   | Klub                 | Kraj     | Rozgrywki                 | Mecze | Bramki |
| ------- | -------------------- | -------- | ------------------------- | ----- | ------ |
| 2010/11 | Spartak Trnawa       | Słowacja | Corgoň Liga               | 4     | 0      |
| 2011/12 | Spartak Myjava       | Słowacja | II liga                   | 31    | 2      |
| 2012/13 | Spartak Myjava       | Słowacja | Corgoň Liga               | 3     | 1      |
| 2012/13 | Spartak Trnawa       | Słowacja | Corgoň Liga               | 30    | 2      |
| 2013/14 | Spartak Trnawa       | Słowacja | Corgoň Liga               | 30    | 10     |
| 2014/15 | Spartak Trnawa       | Słowacja | Corgoň Liga               | 28    | 11     |
| 2015/16 | Spartak Trnawa       | Słowacja | Corgoň Liga               | 3     | 2      |
| 2015/16 | PAOK FC              | Grecja   | Superleague Ellada        | 14    | 0      |
| 2016/17 | Beitar Jerozolima    | Izrael   | Ligat ha’Al               | 31    | 3      |
| 2017/18 | Beitar Jerozolima    | Izrael   | Ligat ha’Al               | 31    | 6      |
| 2018/19 | Beitar Jerozolima    | Izrael   | Ligat ha’Al               | 3     | 0      |
| 2018/19 | Hapoel Beer Szewa    | Izrael   | Ligat ha’Al               | 29    | 1      |
| 2019/20 | Fatih Karagümrük SK  | Turcja   | 1. Lig                    | 30    | 7      |
| 2020/21 | Fatih Karagümrük SK  | Turcja   | Süper Lig                 | 12    | 5      |
| 2020/21 | Çaykur Rizespor      | Turcja   | Süper Lig                 | 18    | 2      |
| 2021/22 | Çaykur Rizespor      | Turcja   | Süper Lig                 | 34    | 1      |
| 2022/23 | Anorthosis Famagusta | Cypr     | Protathlima A’ Kategorias | 34    | 1      |
| 2023/24 | Anorthosis Famagusta | Cypr     | Protathlima A’ Kategorias | 0     | 0      |
| 2023/24 | AEZ Zakaki           | Cypr     | Protathlima A’ Kategorias | 18    | 1      |

## Kariera reprezentacyjna
W reprezentacji Słowacji Sabo zadebiutował 23 maja 2014 w wygranym 2:0 towarzyskim meczu z Czarnogórą, rozegranym w Senecu. W 70. minucie tego meczu zmienił Vladimíra Weissa.

## Życie osobiste
29 października 2015 jego partnerka urodziła ich syna Sebastiána.